# Абдул-Азіз
Абдул-Азіз (осман. عبد العزيز, трансліт. Abd ül-Azîz, тур. Abdülaziz, 9 лютого 1830 — 4 червня 1876) — 32-й султан Османської імперії, що правив у 1861—1876. Другий син султана Махмуда II; посів престол після свого брата Абдул-Меджида 25 червня 1861.

## Життєпис
Він бажав реформ, оточив себе лібералами, набув популярності, обіцяючи державну та палацову економію; але не був достатньо твердий, щоб виконати свої наміри. З 1862 року часті нервові розлади заважали йому займатися справами, і тому до 1871 року держава управлялась великим візиром по встановленню його попередника.
Найважливіші події царювання Абдул-Азіза: повстання у Кандії (1866), відпадання Белграда до Сербії (1867), дипломатична перемога Греції (1868), яка заохотила до повстання у Кандії, утихомирення єгипетського паші, що отримав від Абдул-Азіза титул хедив, — турбували набагато більш знаменитих державних діячів Фуада-пашу та Алі-пашу, ніж самого султана.
1863 року Абдул-Азіз у супроводі Фуада-паші поїхав до Єгипту. 1867 року під час переговорів по Кандії, попри незгоди, що виникли у Османської імперії з іншими державами, Абдул-Азіз вирушив на Захід. 30 червня чудово прийнятий у Парижі Абдул-Азіз відвідав Всесвітню виставку; від 12 до 23 липня перебував у Лондоні; 24-го липня вітав прусську королівську пару у Кобленці; п'ять днів пробув у Відні і 7 серпня 1867 року повернувся до Константинополя.
Після смерті Алі-паші в 1871 Абдул-Азіз думав особисто керувати державою, хотів змінити закон про престолонаслідування на користь свого сина Юсуфа Іззедіна та збільшити свою власну скарбницю до колосальних розмірів за рахунок держави. Він намагався привласнити собі всі державні доходи.
У 1873, поступившись хедив Єгипту за 21 мільйон франків майже всі права незалежного государя, залишив солдатів та чиновників без утримання. Коли ж все стало хилитися до занепаду та повстала Герцеговина (серпень 1875 року), він звелів скоротити наполовину платежі відсотків за державними боргами, тим самим підірвавши довіру до держави.
11 травня 1876 повстання софтів змусило його змінити великого візира Махмуда Недіма, прихильника росіян, і призначити Мехмеда Рушді та Хуссейна Авні, відомих патріотів, які 30 травня 1876 року змусили його зректися престолу на користь племінника, Мехмеда Мурада (Мурада V). Через декілька днів по тому, 4 червня, він помер, як вважали, від самогубства (перерізав собі вени) у палаці Чираган, куди був ув'язнений як державний злочинець.
Процес 1881 року, що відбувся проти багатьох державних діячів, у тому числі Мідхада-паші, довів, що султана було убито.